# Willem Janszoon
Ej att förväxla med den samtida nederländska kartografen Willem Janszoon Blaeu.
Willem Janszoon (nederländskt uttal: [ˈʋɪləm ˈjɑnsoːn]), född ca 1570, död 1630, var en nederländsk upptäcktsresande och guvernör som tros vara den första europé som såg Australiens kust. Hans namn förkortas ibland till Willem Jansz. (med eller utan punkt).

## Tidig karriär
Janszoon föddes förmodligen i Amsterdam, men inget är känt om hans tidiga liv. Willem Janszoon dyker upp i den nedskrivna historien första gången år 1598 som en sjöman ombord fartyget Hollandia, anställd av det Holländska ostindiska kompaniet. Fartygen var en del av den andra flottan som sändes till Nederländska Indien. Han gjorde en andra resa till Ostindien 1601 som befälhavare över Lam, ett av tre skepp i Joris van Spilbergens flotta.

## Upptäckten av Australien

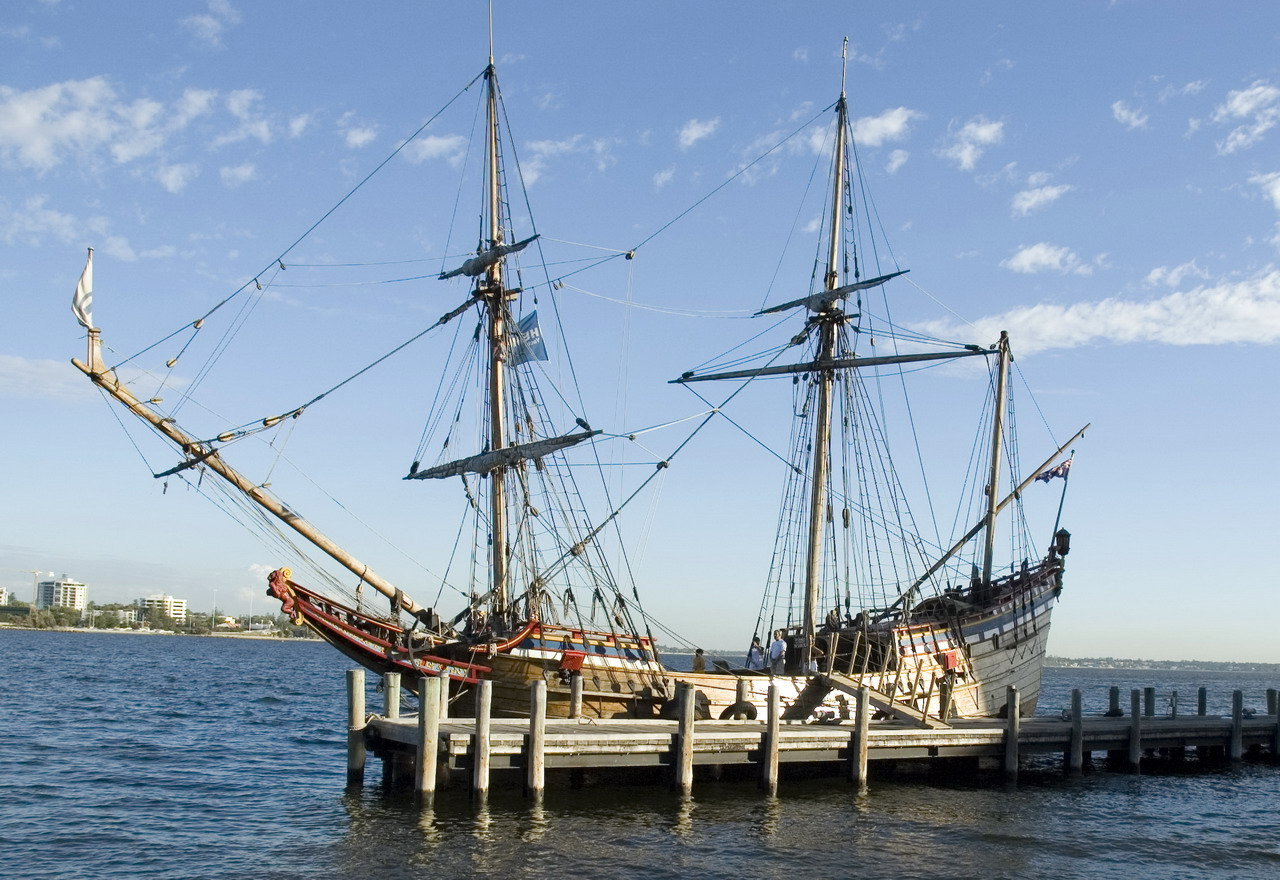
Replika av Janszoons skepp Duyfken.

Den tredje gången Janszoon seglade mot Ostindien, den 18 december 1603, var det som kapten för skeppet Duyfken (Lilla duvan), vilket var ett av tolv skepp i Steven van der Hagens flotta. Väl på plats i Ostindien skickades Janszoon och Duyfken för att leta efter andra möjliga handelsutposter, "speciellt i det stora landet Nova Guinea och andra öst- och sydländer".
Duyfken avseglade från Bantam den 18 november 1605 mot Nya Guineas västkust. Janszoon korsade Arafurasjön, utan att se Torres sund, och seglade in i Carpentariaviken. Den 26 februari 1606 anlände man till fastlandet vid Pennefather River på västra Kap Yorkhalvön, nära den nutida staden Weipa. Detta är den första nedtecknade observationen av Australien av en europé.
Janszoon fortsatte att kartlägga 320 kilometer av kusten, vilken han misstänkte var en sydlig del av Nya Guinea. Man ansåg emellertid att landet var för träskartat och befolkningen fientlig, varför man avseglade igen mot Bantam i juni 1606. Janszoon kallade det nyupptäckta landet för Nieu Zelandt efter den nederländska regionen Zeeland, men detta skulle inte fastna. Istället användes detta av Abel Tasman som namn på Nya Zeeland.
Medan det finns spekulationer om att kinesiska, franska och portugisiska sjöfarare tidigare kan ha observerat någon del av Australiens kust är Janzsoons upptäckt den första som anses fastställd.

### Andra resan till Australien
Janszoon rapporterade att den 31 juli 1618 nådde man land på en ö vid 22° sydlig breddgrad, cirka 385 km (240 miles) sydsydost om Sundasundet. Detta brukar tolkas som en beskrivning av halvön från Point Cloates (22°43′S 113°40′Ö / 22.717°S 113.667°Ö) till North West Cape (21°47′S 114°09′Ö / 21.783°S 114.150°Ö) på Western Australias kust, vilken Janszoon antog var en ö utan att fullständigt segla runt den.

## Politisk karriär
Janszoon tjänstgjorde i Holländska ostindiska kompaniet under ett flertal perioder (1603–11, 1612–16, inklusive en period som guvernör över Fort Henricus på Solor, och 1618-28 när han tjänstgjorde som amiral av den nederländska flottan samt som guvernör över Banda (1623-27). Han belönades med en guldkedja värd 1 000 gulden år 1619 för hans del i att tillfångata fyra skepp från det Brittiska ostindiska kompaniet som hade understött Javaneserna i deras försvara av Jakarta mot holländarna. Han återvände till Batavia i juni 1627 och reste snart därefter, som amiral över en flotta med 8 skepp, på en diplomatisk resa till Indien. Den 4 december 1628 seglade han tillbaka mot Holland dit han anlände sommaren 1629. Vid det här laget var han förmodligen omkring 60 år och benägen att dra sig tillbaka från sitt ansträngande men framgångsrika yrkesliv. Inget är känt om hans sista dagar, men det tros att han avled 1630.